# 西和県第一中学
西和県第一中学（簡体字中国語: 西和县第一中学）は中華人民共和国甘粛省西和県にある学校である。
1943年に教育庁に設置が承認され、1944年8月、西和初級中学の名称で漢源鎮に開校した。1949年、西和県が中華人民共和国治下に入ると、学校も人民政府の管轄となり、校長を県長が兼任した。校名も西和中学に変更された。1958年、西和県は礼県と合併して西礼県となり、西和中学は西礼県第二中学となった。この時期に高級中学も併設され、西和地域では初の高級中学となった。1961年には西和県が再び分県され、西和県第一中学となった。
1981年には文園新村に移転した。1995年時点で校地面積33350平方メートル、在校生1876人、教職員124名。